# GP Rudy Dhaenens 2003
De 5e editie van de GP Rudy Dhaenens vond plaats op 23 maart 2003.
De wedstrijd werd gekenmerkt door een paar ontsnappingen, maar bij het ingaan van de 4 slotronden kwam het peloton terug aansluiten. Op 35 km van de finish ontsnapten de ploegmaats Anthony Geslin en neoprof Christophe Kern. Stijn Devolder probeerde nog terug te komen, maar slaagde daar niet in. Op 15 km van de finish was de voorsprong van de twee leiders teruggelopen tot 15 seconden en leek hun vluchtpoging te stranden. Desondanks slaagden Geslin en Kern er toch in om net uit de greep van het aanstormenden peloton te blijven. Christophe Kern won na 186 km koers de sprint en boekte zo zijn eerste overwinning bij de profs. Stefan van Dijk wint op 3 seconden de sprint van het peloton.

## Uitslag
| GP Rudy Dhaenens 2003 |                   |                        |          |
| Plaats                | Naam              | Ploeg                  | Tijd     |
| Winnaar               | Christophe Kern   | Brioches La Boulangère | 4u16'00" |
| 2                     | Anthony Geslin    | Brioches La Boulangère | z.t.     |
| 3                     | Stefan van Dijk   | Lotto-Domo             | + 3"     |
| 4                     | Sven Krauß        | Team Gerolsteiner      | z.t.     |
| 5                     | Allan-Bo Andresen | Team Fakta             | z.t.     |
| 6                     | Eric Baumann      | Team Wiesenhof         | z.t.     |
| 7                     | Jimmy Engoulvent  | Brioches La Boulangère | z.t.     |
| 8                     | Steven de Jongh   | Rabobank               | z.t.     |
| 9                     | Danny Daelman     | Palmans - Collstrop    | z.t.     |
| 10                    | Andy De Smet      | Palmans - Collstrop    | z.t.     |